# 吉田町立中央小学校
吉田町立中央小学校（よしだちょうりつちゅうおうしょうがっこう）は静岡県榛原郡吉田町片岡にある公立小学校。

## 沿革
この節の出典
- 1967年（昭和42年）4月 - 吉田小学校と川尻小学校が統合し、中央小学校が開校。
- 2003年（平成15年）2月 - 新体育館完成。
- 2016年（平成28年）11月 - 創立50周年記念式典挙行。

## 学校教育目標
- 「たくましい子」

## 通学区域と進学先中学校
出典

### 通学区域
- 川尻（全域）
- 片岡（1番地～1543番地(1162番地と1448番地を除く)、1567番地2号、1568番地1号、1569番地(3号、4号、8号、9号のみ)、1570番地(7号と14号のみ)、1676番地、1679番地、1680番地、1681番地、1683番地、1684番地、1689番地～3979番地(1748番地～1756番地、1765番地、1769番地を除く)）

### 進学先中学校
- 吉田町立吉田中学校

## アクセス
- しずてつジャストライン島田静波線で、「吉田中央小入口」バス停下車後、徒歩約355m・約6分。

## 学校周辺
- 中部電力パワーグリッド吉田変電所
- 吉田町立すみれ保育園 - 進学前保育園のひとつ
- 湯日川

以下は湯日川の対岸に位置する。
- 吉田町立さゆり保育園 - こちらも進学前保育園のひとつ
- 吉田町総合障害者自立支援施設あつまリーナ
- 健康福祉センター